# Aalborg Øst
Aalborg Øst er Aalborgs østligste bydel. Aalborg Øst er beliggende seks kilometer sydøst for Aalborg Centrum. Der er 12.634 indbyggere i Aalborg Øst planområde(2009). Sommetider benyttes en bredere definition af Aalborg Øst, hvor også Aalborg Universitetskvarter betragtes som tilhørende Aalborg Øst. Bydelen præges af plan- og andelsbyggeri, og det meste er efterhånden nyrenoveret. Nyt boligbyggeri præger bydelen, som demografisk er meget blandet og kendt for sin kulturelle åbenhed.  Omkring Langagervej findes desuden et større industrikvarter, hvor blandt andet bilforhandlere, bilsyn og Boxit har til huse.

## I Aalborg Øst
I Aalborg Øst ligger skolerne Mellervangsskolen, Tornhøjskolen og Herningvej Skole.
Desuden ligger sportsklubberne Aalborg Flyers Floorball Club, AaB, KB81, IF Haabet , Øster Sundby B32, Badmintonklubben abc og Aalborg Øst Road Runners Club
i Aalborg Øst.

## Fodnoter
1. ↑  Defineret som Aalborg Kommunes Planområde 8A Aalborg Øst
2. ↑  Aalborg Kommune, Statistik om folketal 2009